# 杜宽
杜宽（?—?），字务叔，京兆郡杜陵县人。三国时曹魏学者。杜畿第三子，杜恕之弟。
杜宽清虚玄静，聪敏喜好古典。以出身名门，年轻时在京师长大，笃志博学，喜欢学习而抗拒俗务。他的意志探赜索隐，于是显名，多交友当权的士人。举孝廉，官至郎中。四十二岁去世。精通经学，多有论驳，都是草创没有完稿，只有删集《礼记解》及《春秋左氏传解》流行于世。